# Wrześnica (powiat drawski)
Wrześnica (niem. Alt Wilhelmshof) – osada w Polsce położona w województwie zachodniopomorskim, w powiecie drawskim, w gminie Czaplinek. W latach 1975–1998 miejscowość administracyjnie należała do województwa koszalińskiego. W roku 2007 osada liczyła 26 mieszkańców. Miejscowość wchodzi w skład sołectwa Żelisławie.

## Geografia
Osada leży ok. 700 m na północ od Żelisławia, ok. 1 km na południe od drogi krajowej nr 20 ze Stargardu do Gdyni.